# Monaonidiella parva
Monaonidiella parva är en insektsart som beskrevs av Brimblecombe 1959. Monaonidiella parva ingår i släktet Monaonidiella och familjen pansarsköldlöss. Inga underarter finns listade i Catalogue of Life.